# グラタン・ドフィノワ
グラタン・ドフィノワ（仏: gratin dauphinois）は、フランス南東部のドーフィネ発祥のフランス料理。料理名には多くのバリエーションがあるが、アメリカ英語ではポテトズ・オ・グラトゥン（英: potatoes au gratin）と呼ばれる。
ビストロでは羊肉料理の付け合わせとして、家庭ではメインディッシュとして親しまれている。

## 歴史

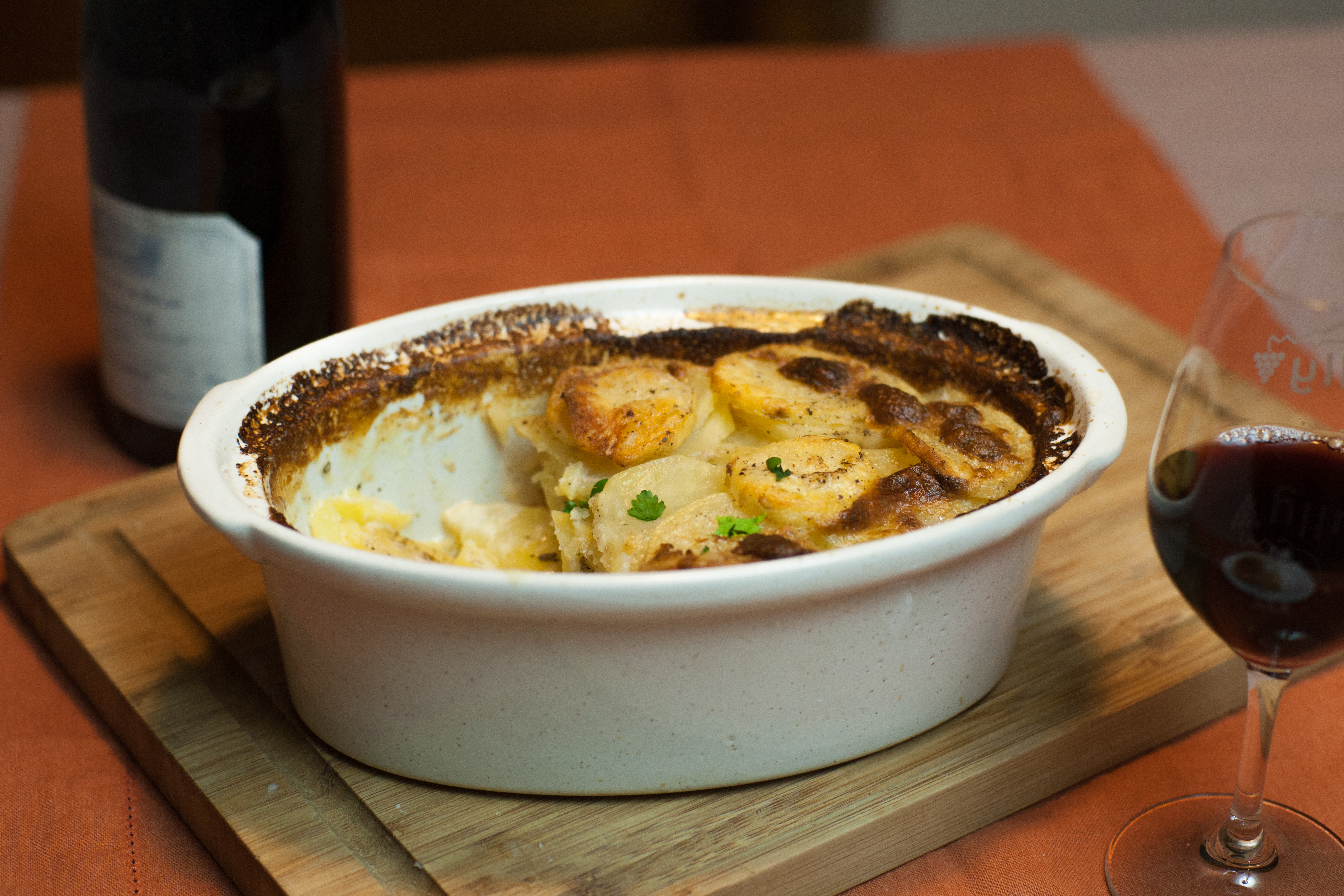
赤ワインとグラタン・ドフィノワ

グラタン・ドフィノワの最初の記述は、1788年7月12日のものである。クレルモン＝トネール公爵でドーフィネ中将のシャルル＝アンリが、現在のオート＝アルプ県の県庁所在地であるギャップにて役人のために開いた晩餐会で、ズアオホオジロと一緒に出された。

## 調理
ジャガイモの皮を剥いてスライサーで硬貨の厚さに切り、乳やクリーム、時にはグリュイエールチーズと共にガーリックバターを塗った陶磁器やガラス製の浅い耐熱皿に積み重ねてオーブンで焼き、最後の10分は火を強める。
チーズを入れると単なるグラタンになってしまうため、チーズを入れてはいけないと主張する意見もある。しかし、オーギュスト・エスコフィエ、オースティン・ド・クローズ、ロバート・キャリア、コンスタンス・スプライをはじめとする多くのシェフが、チーズと卵を使ったレシピを紹介している。
通常のグラタンに入るポテトとの違いは、ジャガイモを茹でずに生の状態で使っている点である。ポメ・ドフィーヌともまったく別の料理である。